# سیندی مستن

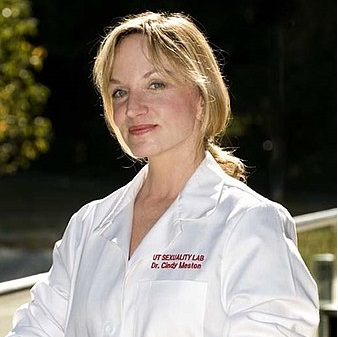
سیندی مستن

سیندی می مستن (به انگلیسی: Cindy May Meston)، روانشناس بالینی اهل کانادا و استاد دانشگاه تگزاس در آستین و مدیر آزمایشگاه جامعه‌روانشناسی امور جنسی است.شاید بیشتر به خاطر پژوهش در مورد ارگاسم زنان شناخته شده‌است. وی در کتابش :چرا زنان رابطه جنسی دارند، ۲۳۷ دلیل برای این کار وجود دارد.

## زندگی اولیه
مستن در بریتیش کلمبیا، کانادا به دنیا آمده است و شهروندی آمریکا را دارد.

## تحصیلات
در ۱۹۹۱، مستن در رشته روانشناسی لیسانس گرفت، در ۱۹۹۳ در رشته روانشناسی بالینی کارشناسی ارشد، و در ۱۹۹۵ دکترای روانشناسی بالینی‌اش را از دانشگاه بریتیش کلمبیا گرفت.

## حرفه
وی با همکاری روان‌شناس فرگشتی دیوید باس کتاب چرا زنان رابطه جنسی دارند را نوشت. وی با ۱۰۰۶ زن مصاحبه کرد، آن‌ها ۲۳۷ دلیل برای داشتن رابطه جنسی مشخص کردند، که بیشتر آن دلایل ارتباط کمی با عشق یا لذت داشتند.
او در سال ۲۰۱۶، به خاطر پژوهش در رابطه با ارگاسم زنان به عنوان یکی از ۱۰۰ زن بی‌بی‌سی انتخاب شد.